# Адаманзаны
Адаманзаны (от адамантан и азо-) — каркасные трициклические тетрамины, в которых четыре мостиковых атома азота соединены шестью алкильными цепями. Формально адаманзаны являются гомологами гексаметилентетрамина (тетраазаадамантана), в которых атомы азота расположены в вершинах тетраэдра, а алкильные цепи — вдоль его ребер.
Впервые синтезированы Спрингборгом, предложившим их именование во схеме
adz[ni.mj] или [ni.mj]адаманзан,
где n, m — число метиленовых звеньев в алкильных цепях, i, j — количество цепей с числом атомов углерода n и m соответственно.
Так, в этой номенклатуре гексаметилентетрамин, в котором присутствуют шесть цепей, состоящих из одноуглеродного метиленового звена именуется как [16]адаманзан, а 1,3,6,8-тетраазотрицикло[4.4.1.13,8]-додекан, в котором присутствуют четыре одноуглеродных метиленовых мостика и два двухуглеродных этиленовых — [14.22]адаманзан:
| [16]адаманзан |  | [14.22]адаманзан |
| [16]адаманзан |  | [14.22]адаманзан |

Особенностью высших адаманзанов является их суперосновность: если первый член ряда — гекасаметилентетрамин — малоосновен (pKa 5.13) из-за того, что неподеленные электронные пары атомов азота направлены наружу, то в случае [26]адаманзана (гексаэтилентетрамина) в силу его конформации свободные электронные пары направлены внутрь полости каркаса и вследствие этого протон связывается в полости каркаса настолько прочно, что до сих пор (2012 г.) [26]- и [32.24]адаманзаны в виде свободных состояний выделить не удалось.
Такая прочность связывания протона в полости [26]адаманзана позволила синтезировать комплексный натрид водорода [H+[26]адаманзан]•Na-, формально являющийся комплексом гидрида натрия с «обращенной полярностью» H+Na-; это соединение кристаллизуется в виде золотистых кристаллов, стабильных до −25 °C и устойчивых к действию раствора натрия в жидком аммиаке
.